# 莫克尚
莫克尚（羅馬化：Mokshan）是俄罗斯奔萨州的市级镇、莫克尚区行政中心及规模最大聚居地，地处奔萨州北部，位于伏尔加河流域奥卡河一支流莫克沙河畔，在州府奔萨西北方。M5公路（乌拉尔公路）经过该镇。
建于17世纪，镇名来自于莫克沙河。该地2022年人口有10,963人；2010年人口11,592；2002年人口11,808；1989年人口11,035。